# ولایت بلخان
بَلْخان یا بَلخ یا بَلخ آباد (به ترکمنی: Balkan welaýaty / Балкан велаяты، بالقان ولایاتیٛ) یکی از ولایت‌های ترکمنستان است. نام قدیم این منطقه دَهِستان بوده است.
مرکز این ولایت شهر بلخان‌آباد (نبیت‌داغ پیشین) است. ۹۴ درصد از منابع گاز طبیعی ترکمنستان در این ولایت قرار دارد.
در تاریخ بیهقی آمده‌است: سلطان ماضی ایشان را به بلخان‌کوه انداخته بود.. بازنگردند از دم خصمان تا آنگاه که در کوه بلخان گریزند.. به خوارزم و بلخان‌کوه نزدیک باشیم..
در سدهٔ دهم هجری (شانزدهم میلادی) سالورهای خراسانی ساکن بلخان بودند.

## شهرها و شهرستان‌ها
شهر هم‌درجه‌ی شهرستان:
- بلخان‌آباد
- ترکمن‌باشی

شهرستان‌ها (به ترکمنی: Etrap، به معنی اطراف)
- شهرستان برکت (قازانجیق)
- شهرستان اسن‌قلی (حسن‌قلی)
- شهرستان اترک (قیزیل‌اترک)
- شهرستان مخدوم‌قلی (قارری‌قلعه)
- شهرستان سردار (قزل‌رباط/قیزیل‌آروات)
- شهرستان ترکمن‌باشی

شهرها (نام‌های پیشین در پرانتز):
- قوم‌داغ
- خزر (چِلِکِن)
- بَرَکَت
- سردار
- قره‌بغاز (بک‌داش)